# Tridensa rotunda
Tridensa rotunda is een hydroïdpoliep uit de familie Rhodaliidae. De poliep komt uit het geslacht Tridensa. Tridensa rotunda werd in 2005 voor het eerst wetenschappelijk beschreven door Hissman. 